# Podonomus kuscheli
Podonomus kuscheli är en tvåvingeart som beskrevs av Wirth 1952. Podonomus kuscheli ingår i släktet Podonomus och familjen fjädermyggor.
Artens utbredningsområde är Juan Fernández-öarna. Inga underarter finns listade i Catalogue of Life.